# Hyperolius mosaicus
Hyperolius mosaicus là một loài ếch thuộc họ Hyperoliidae.
Loài này có ở Cameroon, Gabon, có thể cả Cộng hòa Congo, và có thể cả Guinea Xích Đạo.
Môi trường sống tự nhiên của chúng là rừng ẩm vùng đất thấp nhiệt đới hoặc cận nhiệt đới.
Chúng hiện đang bị đe dọa vì mất môi trường sống.